# 藤原礼子
藤原 礼子（ふじわら れいこ、1932年11月1日 - 2002年9月17日頃）は、日本の女優。本名：藤原麗子。長男は俳優の若山騎一郎（本名：藤原敏章）。

## 来歴・人物
神戸市に生まれる。1950年、宝塚歌劇団に入団し大和 七海路（やまと なみじ）の芸名で男役スターとして活動。宝塚入団時の成績は43人中18位。37期生。配属組は1950年、花組に配属される。1954年、宝塚映画『右門捕物帳・まぼろし変化』の端役で映画デビューする。宝塚の最終出演公演の演目は花組公演『春の踊り』。
1958年4月29日をもって、宝塚を退団し大映に入社する。主に時代劇で芸者や女将に扮して活躍した。1960年8月、藤原礼子に改名する。1961年から1963年にかけて、勝新太郎と田宮二郎を大スターにした『悪名シリーズ』で、田宮扮するモートルの貞の女房お照役などで活躍する。
1964年1月6日、勝の実兄の城健三朗（若山富三郎）と結婚した。結婚式は各界名士や山口組三代目田岡一雄らも出席した盛大なものであったが、1965年に離婚、翌1966年、映画界を引退した。
2002年9月24日、東京都内の自宅で死亡しているのを発見された。死後約1週間で、死因は急性心停止であった。享年69。